# Nagyvölgy (Szerbia)
Nagyvölgy (szerbül Оборњача /Obornjača) település volt Szerbiában, az Észak-bácskai körzet topolyai községében.

## Demográfiai változások
2015-ben hagyta el utolsó lakosa. A falu az első elnéptelenedett település a Vajdaságban. 
| 1948 | 1953 | 1961 | 1971 | 1981 | 1991 | 2002 |
| ---- | ---- | ---- | ---- | ---- | ---- | ---- |
| 0    | 0    | 0    | 0    | 0    | 2    | 2    |

## Etnikai összetétel
Mindannyian magyarok voltak.